# Irma Sánchez
Irma Sánchez Manzo (6 de diciembre de 1987) es una boxeadora profesional mexicana. Ocupó el título de peso mosca ligero femenino de la Federación Internacional de Boxeo en 2011, el título interino de peso mosca femenino de la Asociación Mundial de Boxeo en 2017 y desafió una vez por el título de peso mosca ligero del Consejo Mundial de Boxeo en 2010.

## Carrera deportiva profesional
Irma Sánchez hizo su debut profesional el 19 de agosto de 2006, anotando un nocaut en el cuarto asalto sobre Inés González en un combate programado de cuatro asaltos.

## Carrera política
En 2018 fue electa diputada federal suplente por el Distrito 11 de Jalisco a la LXIV Legislatura postulada por el partido Movimiento Ciudadano. Al solicitar licencia la titular, Kehila Ku Escalante, asumió la diputación el 8 de marzo de 2021.